# جان بریج
جان بریج (انگلیسی: John Burridge؛ زادهٔ ۳ دسامبر ۱۹۵۱) بازیکن فوتبال اهل بریتانیا است.
از باشگاه‌هایی که در آن بازی کرده‌است می‌توان به باشگاه فوتبال استون ویلا، باشگاه فوتبال بلکپول، باشگاه فوتبال هیبرنین، باشگاه فوتبال آبردین، باشگاه فوتبال نیوکاسل یونایتد، باشگاه فوتبال دومبارتون، باشگاه فوتبال دارلینگتون، باشگاه فوتبال شفیلد یونایتد، باشگاه فوتبال وورکینگتون ای. اف. سی، باشگاه فوتبال کویینز پارک رنجرز، باشگاه فوتبال ساوتند یونایتد، باشگاه فوتبال تاروک، باشگاه فوتبال ساوت‌همپتون، باشگاه فوتبال ولورهمپتون واندررز، باشگاه فوتبال لینکولن سیتی، باشگاه فوتبال گریمزبی تاون، باشگاه فوتبال فالکیرک، باشگاه فوتبال نورث‌همپتون تاون، باشگاه فوتبال انفیلد ۱۸۹۳، باشگاه فوتبال کریستال پالاس، باشگاه فوتبال دربی کانتی، باشگاه فوتبال بلیث اسپارتانس، باشگاه فوتبال گیتزهد، باشگاه فوتبال ویتون آلبیون، باشگاه فوتبال منچستر سیتی، و باشگاه فوتبال نوتس کانتی اشاره کرد.